# CSM Bukareszt (piłka ręczna kobiet)
CSM Bukareszt (rom. Clubul Sportiv Municipal București) – rumuński klub piłki ręcznej kobiet, założony w 2007 z bazą w Bukareszcie, sekcja klubu CSM Bukareszt. Występuje w rozgrywkach Liga Națională.

## Sukcesy
- Mistrzostwa Rumunii:
  -  (2015)
- Puchar Rumunii:
  -  (2015)
- Liga Mistrzyń:
  -  2016

## Kadra zawodniczek

### Sezon 2016/17
- 2.  Aneta Udristoui
- 3.  Marit Malm Frafjord
- 4.  Isabelle Gulldén
- 5.  Iulia Curea
- 8.  Cristina Neagu
- 9.  Sabina Jacobsen
- 10. Line Jørgensen
- 11. Saurina Ayglon
- 12. Alina Iordache
- 14. Bianca Bazaliu
- 22. Oana Manea
- 24. Amanda Kurtović
- 29. Gnonsiane Niombla
- 30. Paula Ungureau
- 37. Nathalie Hagman
- 71. Anastasiya Lobach
- 77. Majda Mehmedović
- 87. Jelena Grubišić